# آمانیتا اوکریتا
آمانیتا اوکریتا (نام علمی: Amanita ocreata) نام یک گونه از سرده قارچ قاتل است.